# Ayuのデジデジ日記
『Ayuのデジデジ日記』（あゆのデジデジにっき）は、日本の歌手・浜崎あゆみの写真集。
2009年4月8日に『Ayuのデジデジ日記 2000-2009』、2011年1月6日に『Ayuのデジデジ日記 mini』が講談社より発売された。

## Ayuのデジデジ日記 2000-2009 A

### 解説
写真集としては2002年4月30日にワニブックスより発売された『uraayu - 裏歩』以来、約7年ぶりの発売である。
ファッション誌「ViVi」に掲載されている浜崎あゆみのコラム「Ayuのデジデジ日記」を写真集として2009年4月8日に発売した。2000年から2009年までの102ヶ月間分のコラムと、約10年に渡っての浜崎の軌跡を掲載されている。
写真集発売を記念して2009年4月7日に東京都渋谷区でゲリライベントを行った。このライブイベントを行った際、道路使用許可を取っていなかったことが問題となった（詳細は浜崎あゆみ#渋谷ゲリライベント）。

## Ayuのデジデジ日記 mini

### 解説
写真集としては2010年3月10日にソニー・マガジンズより発売された『ayumi hamasaki THE LIVE 2008-2009』以来、約10ヶ月ぶりの発売である。
本作では、前作『Ayuのデジデジ日記 2000-2009 A』以降に雑誌「ViVi」で連載された浜崎のコラムを含めた120回分のコラムを掲載。また、浜崎のデビュー10周年を企画したインタビューも収録されている。